# Placa antàrtica
La placa antàrtica és una placa tectònica que cobreix l'Antàrtida i que s'estén per sota dels oceans circumdants, abastant gairebé els 17 milions de km².

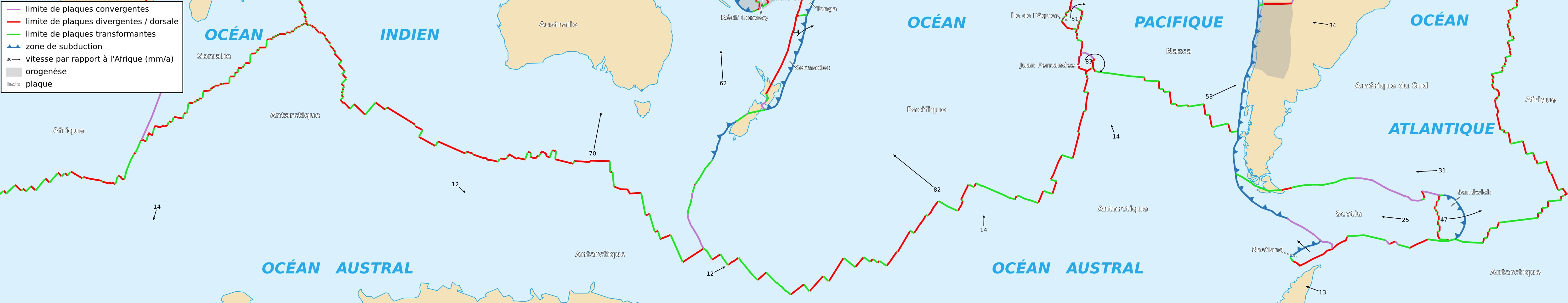
Mapa de la placa antàrtica

La placa antàrtica limita amb les plaques de Nazca, sud-americana, africana, australiana, Scotia i del Pacífic, que forma la vorera entre el Pacífic i l'oceà Antàrtic, a partir del seu límit divergent. També està en contacte amb les plaques de Shetland, Sandwich, Somàlia i Juan Fernández.
Les seves fronteres amb moltes de les plaques estan formades, principalment, per dorsals oceàniques; sobretot les del sud-oest i sud-est de l'oceà Índic, les del Pacífic-Antàrtic i la de Xile.
La placa antàrtica es dirigeix cap a l'oceà Atlàntic a una velocitat de 2,05 cm a l'any, a una velocitat de rotació de 0,8695° per milió d'anys segons un pol eulerià situat a 64° 32′ de latitud Nord i 83° 98′ de longitud Oest (referència: la placa del Pacífic).